# Юпатовка
Юпатовка (латыш. Jupatovka) — один из районов в Резекне. Граничит с Випингой, Южными и Центральными районами своего города, а также с Резекненским краем.

## География
Этот микрорайон является самым маленьким из всех, занимая площадь менее 1 км2.

## История
Этот микрорайон был бывшим селом старообрядцев.